# Mikami Shoko
Mikami Shoko (三上 尚子, sinh ngày 8 tháng 1 năm 1981) là một cựu cầu thủ bóng đá nữ người Nhật Bản.

## Đội tuyển bóng đá nữ quốc gia Nhật Bản
Mikami Shoko thi đấu cho đội tuyển bóng đá nữ quốc gia Nhật Bản từ năm 1999.

## Thống kê sự nghiệp
| Nhật Bản  | Nhật Bản | Nhật Bản |
| Năm       | Trận     | Bàn      |
| --------- | -------- | -------- |
| 1999      | 3        | 2        |
| Tổng cộng | 3        | 2        |